# Bellagio
Bellagio [beládžo] je italská obec v provincii Como v oblasti Lombardie. Leží v malebné poloze na východním břehu jezera Como, na poloostrově, kde se jižní část jezera dělí do dvou ramen.
V roce 2013 zde žilo 3 087 obyvatel.

## Sousední obce
Griante, Lezzeno, Magreglio, Oliveto Lario (LC), Sormano, Tremezzina, Varenna (LC), Veleso, Zelbio

## Historie
Nápadný pahorek na poloostrově byl osídlen už v 7.-6. století př. n. l. Gally a v římské době bylo místo vyhledávaným letním sídlem bohatých římských vrstev, jak to popisuje třeba Plinius mladší, který zde měl vilu. Když severní Itálii ovládli Lombardové, byla v Bellagiu pevnost a sídlili zde někteří králové. Kolem roku 1100 to už bylo svobodné město, které soupeřilo s blízkým Comem. Koncem 13. století připadlo město milánským vévodům Visconti. Roku 1533 koupil panství Francesco Sfondrati a jeho rodina je držela po dvě staletí. Město v té době prosperovalo jak z obchodu, tak z výroby svíček a hedvábí, včetně pěstování bource morušového. Za krátkého Napoleonova panství se v Bellagiu usadil hrabě Francesco Melzi, vicepresident "Předalpské republiky". V letech 1802-1815 si zde postavil přepychovou vilu, kam zval vznešené hosty. Pobýval zde například císař František I. Rakouský, Ferdinand I. Dobrotivý nebo kníže Metternich.
Od roku 1825 začal po jezeře jezdit parníky a do Bellagia začala jezdit vznešená milánská společnost, od poloviny století i mezinárodní. Nejprve vznikly šlechtické vily, které se časem proměnily v hotely, a některé z nich dosud fungují. Bellagio se stalo výletním a lázeňským městem pro vyšší vrstvy a i když se turistický provoz během 20. století silně rozvinul, nestal se nikdy masovým. Od roku 1960 má ve vile nad městem pobočku Rockefellerova nadace, která zde jednak pořádá kongresy a konference, jednak zve k pobytům významné spisovatele a vědce.

## Pamětihodnosti
Malebné historické městečko stojí na svahu nad jezerem a jeho úzké, strmé uličky nabízejí nečekané průhledy na jezero.
- Bazilika svatého Jakuba ze 12. století s věží je dobře zachovaná románská stavba s vysokou věží.
- Kostelík sv. Jiří z doby kolem 1100, barokně přestavěný, je vedle radnice.
- Villa Serbelloni nad městem pochází z 15. století, byla však několikrát přestavěna a je sídlem Rockefellerovy nadace.
- Villa Melzi d'Eril na břehu jezera, postavená a vyzdobená významnými umělci v letech 1808-1815 v klasicistickém slohu

## Doprava
Nejbližší letiště jsou v Miláně (Malpensa a Linate), nejbližší dálnice je v Comu a železnice v Asso, odkud je přímé spojení do Coma a Milána. Do Bellagia vede přímá silnice z Coma, po níž pravidelně jezdí veřejné autobusy. Silnice je však klikatá a místy strmá, takže je lepší jet po západním břehu jezera do Cadenabbie a odtud přívozem do Bellagia. Lodi a trajekty, které pravidelně spojují obce na březích jezera Como, jsou zde stále významným dopravním prostředkem.

## Galerie

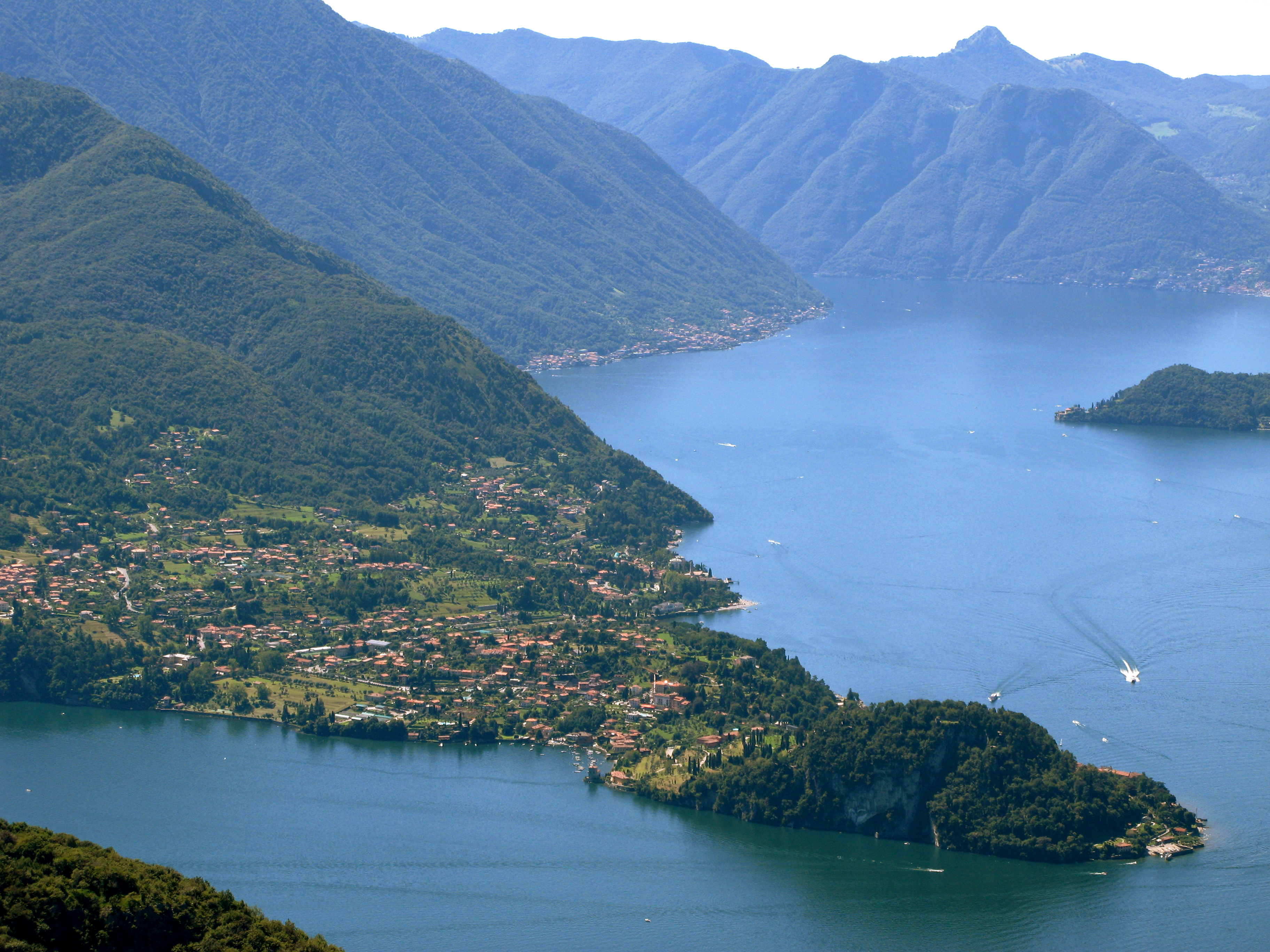
Celkový pohled od severu
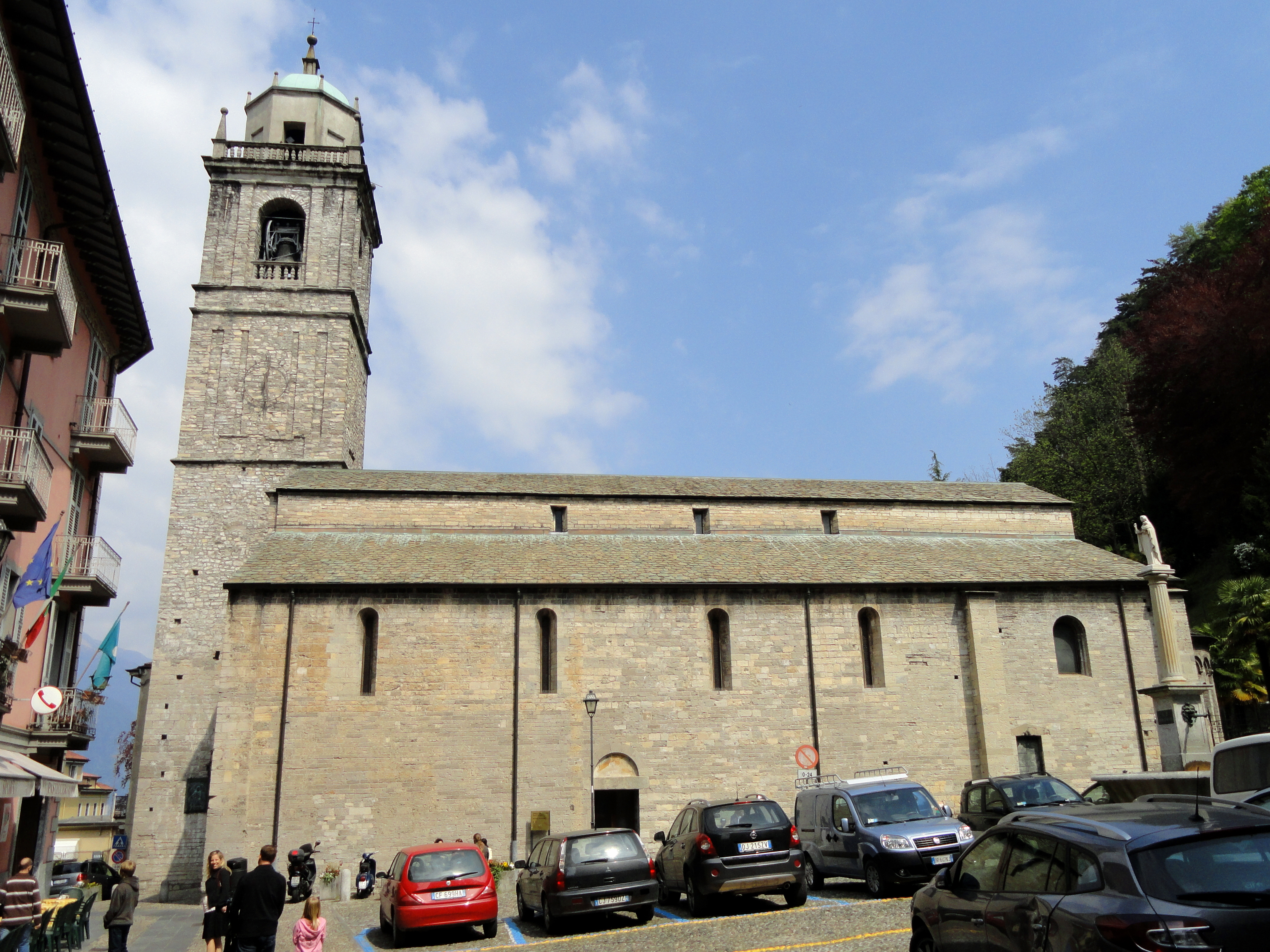
Bazilika sv. Jakuba
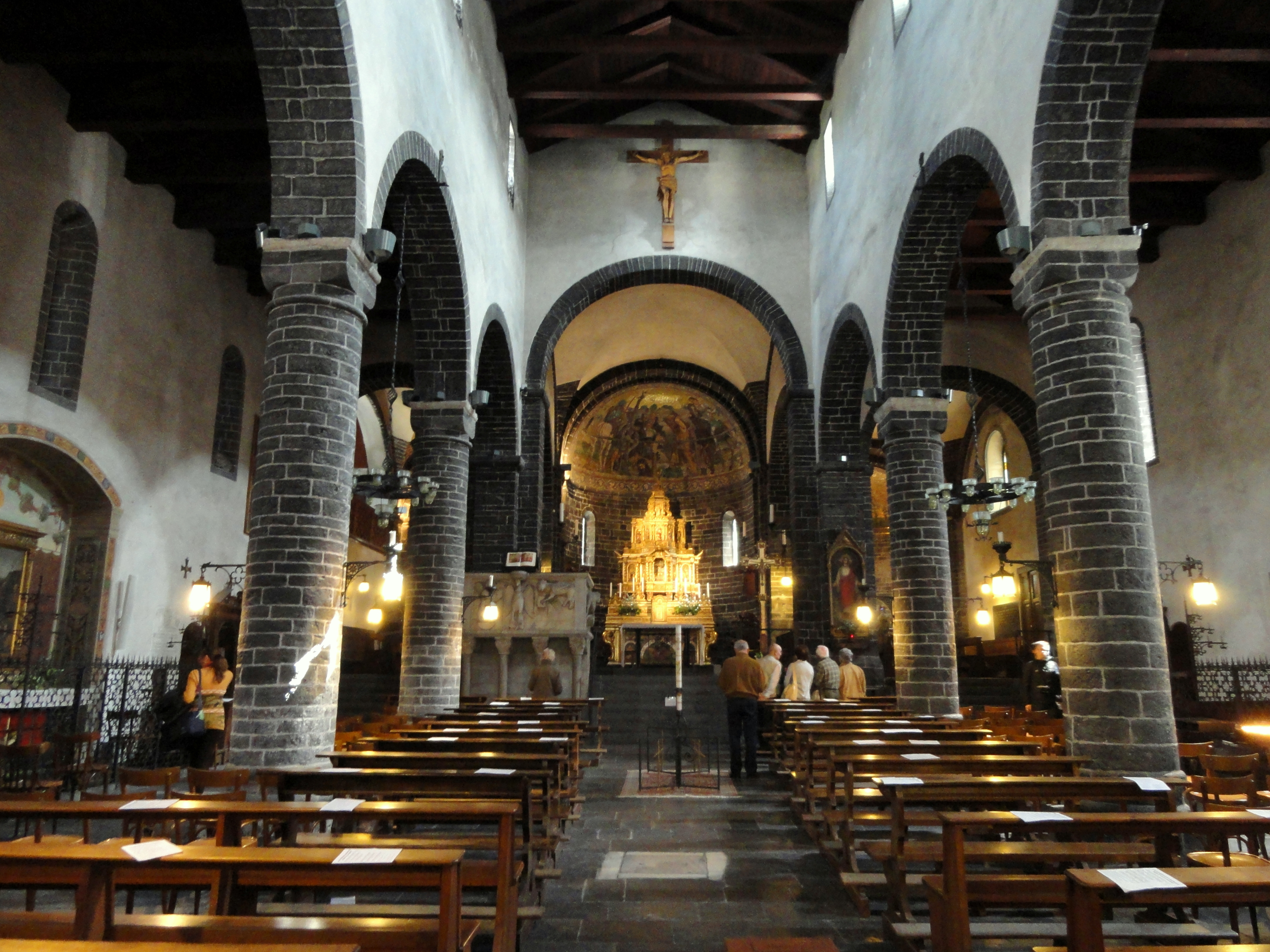
Bazilika sv. Jakuba, vnitřek
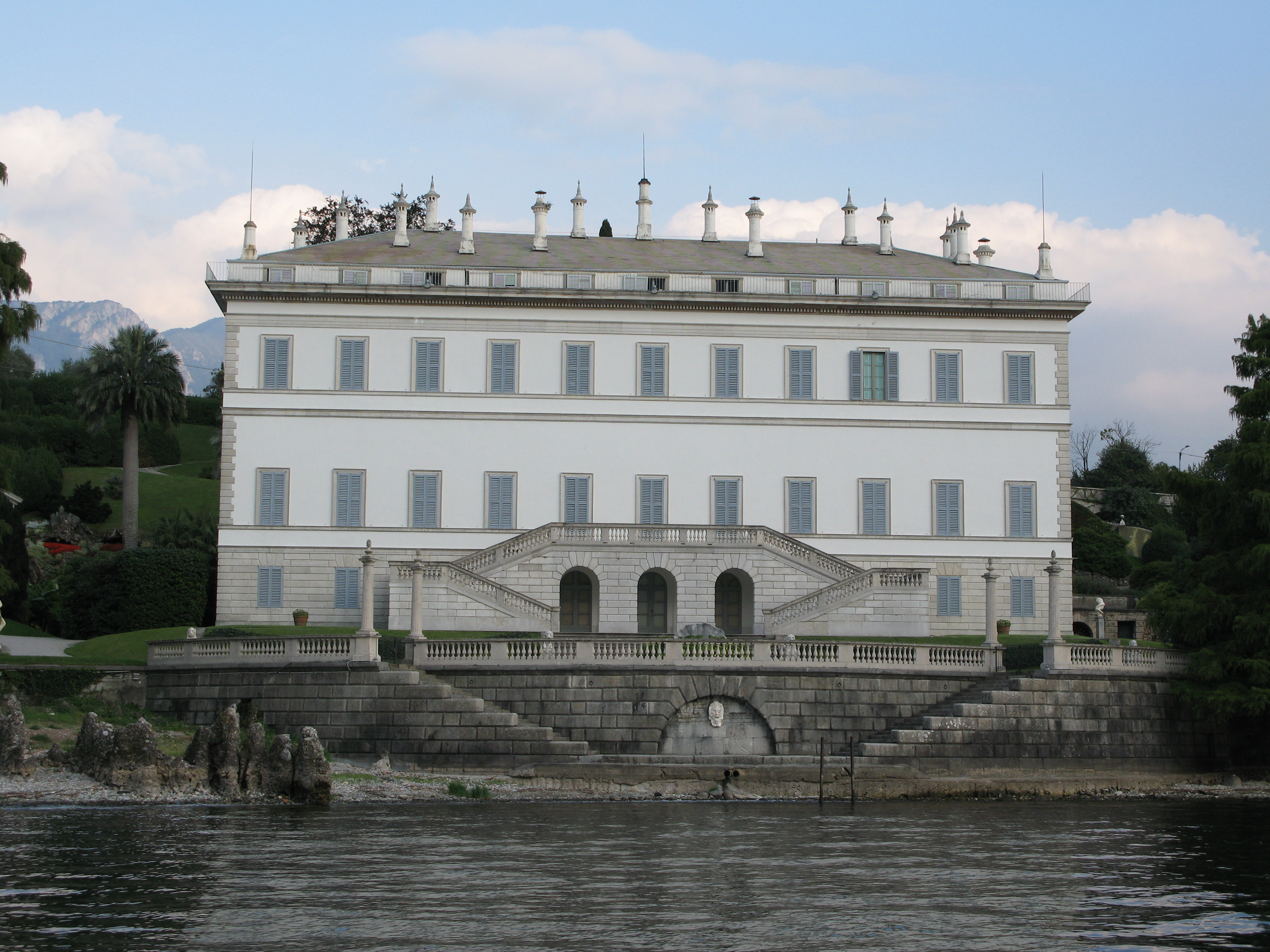
Villa Melzi od jezera

## Vývoj počtu obyvatel
Zdroj: 